# Milch macht müde Männer munter
Milch macht müde Männer munter war ein Werbeslogan der westdeutschen Milchwirtschaft, entstanden in den 1950er Jahren. Der Slogan hat bis heute einen hohen Bekanntheitsgrad in der Bevölkerung und hat (teils auch in ironischen Abwandlungen) Eingang in den allgemeinen Sprachgebrauch gefunden, so dass er zu einem geflügelten Wort geworden ist.

## Rhetorik
Der Slogan baute auf das in den 1950er Jahren der Nachkriegszeit und des Wirtschaftswunders besonders geförderte positive Image der Milch auf. Unter anderem die zahlreichen damals eröffneten Milchbars sind heute Symbol für das Lebensgefühl dieser Zeit.
Die in dem gesungenen Slogan eingesetzte rhetorische Figur der Alliteration, das heißt der Wiederholung des Wortanlauts M, hier sogar in jedem Wort des Satzes (Tautogramm), verstärkte die Werbebotschaft noch und prägte sie beim breiten Zielpublikum intensiv ein. Auch alle Fortsetzungskampagnen (siehe unten) verwendeten, wenn auch in abgeschwächter Häufigkeit, ebenfalls die Alliteration des M als Stilmittel.

## Werbeaussage
Der Wahrheitsgehalt der Werbeaussage ist ungeklärt. Milch hat an sich keinen anregenden oder gar leistungssteigernden Effekt. Im Gegenteil scheint der hohe Gehalt an Tryptophan in der Milch für ihre schlaffördernde Wirkung mit verantwortlich zu sein.
Der Slogan kann auch als Anspielung auf positive gesundheitliche Wirkungen von Milch verstanden werden. Zwar enthält Milch in der Tat nützliche Bestandteile wie Calcium und Eiweiß, ist aber – außer für Säuglinge und Kleinkinder – kein unbedingt notwendiges Nahrungsmittel.

## Fortführung
Die erfolgreiche Image- und Absatzförderungskampagne wurde in verschiedenen Abwandlungen fortgeführt, lanciert, gesteuert und bezahlt gemeinsam von der 1970 gegründeten Centralen Marketing-Gesellschaft der deutschen Agrarwirtschaft (CMA) und der Europäischen Union. Beispielsweise hieß es in den 1970er Jahren „Milch ist gegen Maroditis“ (wobei Maroditis eine Wortschöpfung war), in den 1980er Jahren ohne eine konkrete Wirkungsaussage „Die Milch macht’s“, 1991 folgte ein Relaunch des Originalslogans. Seit Juni 2005 hieß der Spruch für zunächst drei Jahre „Milch ist meine Stärke“. Diese von der Werbeagentur Scholz & Friends betreute Kampagne war die bis dahin größte Gemeinschaftskampagne von CMA und EU für Milch. Sie setzte zahlreiche Prominente aus Film, Fernsehen und Sport (z. B. Marcel Wüst) als sogenannte „Milch-Botschafter“ ein.